# Colaspidema
Colaspidema là một chi bọ cánh cứng trong họ Chrysomelidae.
Chi này được Laporte miêu tả khoa học năm 1833.

## Các loài
Các loài trong chi này gồm:
- Colaspidema barbarum Fabricius, 1801
- Colaspidema dufouri Perez, 1865
- Colaspidema sophiae Schaller, 1783